# 2022-2023년 서아제르바이잔주 지진군
2022-2023년 서아제르바이잔주 지진군은 2022년 9월 22일부터 시작되어 2023년까지 이어진 이란 서아제르바이잔주의 튀르키예 국경 근처 도시인 코이에서 연이어 발생한 일련의 군발지진이다. 2022년에서 2023년까지 큰 규모로 발생한 세 차례 지진으로 코이에서 건물 3,880채가 붕괴되었고 52,301채가 피해를 입었으며 이 중 학교 건물이 1,000채 이상 포함되었다. 군발지진으로 총 3명이 사망했으며 3,310명이 부상을 입었는데, 사상자 대부분은 지진으로 인한 공황으로 발생한 사상이며 주택 붕괴 피해로 인한 사상자는 극히 드물었다.

## 지질학적 환경
이란은 아라비아판과 유라시아판 사이 복잡한 대륙 충돌형 경계 위에 있는데, 크게는 캅카스산맥 남쪽부터 시작하여 코페트다그산맥 북쪽까지 이어지는 자그로스 습곡 및 역단층대가 있다. 이란 서북부에서는 아라비아판이 유라시아판과 비교하여 상대적으로 연간 20 mm씩 이동하고 있다. 타브리즈 인근에서 일어나는 지각 활동은 대부분 서북서-동남동 주향의 우수향 주향이동단층인 북타브리즈 단층에서 발생하는데, 이 단층은 서기 858년 이후 규모 M6 이상의 지진이 총 7차레 발생했다. 또 다른 알려진 활단층으로는 아하르에서 헤리스까지 이어진 서-동 주향의 단층이 있다. 이 지역에서는 2012년 8월 규모 M6.4의 지진이 발생해 최소 38명이 사망하고 3,200명 이상이 부상을 입었으며 이 중 268명이 나중에 병원에서 사망했다. 2020년 2월에는 이란-튀르키예 국경에서 지진이 두 차례 발생해 10명이 사망하고 141명 이상이 부상을 입었다.

## 지진군
지진의 진앙은 코이 도시 바로 인근이며, 9월 21일 규모 M5.1의 지진으로 시작되었다. 10월 5일에는 코이 동남쪽으로 약 8 km 떨어진 지점에서 진원 깊이 15 km 지점에 규모 M5.6의 지진이 일어났다.
해를 넘겨 2023년 1월 18일에는 코이 서남쪽 4 km 지점에서 규모 M5.7의 지진이 발생했다. 열흘 후인 1월 28일에는 서남쪽 2 km 지점에서 규모 M5.9의 지진이 발생했다. 이 지진은 튀르키예, 아제르바이잔, 아르메니아에서도 흔들림이 감지되었다. 3월 16일에는 규모 M5.2의 지진이, 3월 24일에는 규모 M5.6의 지진이 발생했다.

## 피해

### 2022년 지진
지진으로 1,127명 이상이 부상을 입었으며 이 중 135명이 중상자로 집계되었다. 가옥 1,100채 이상이 완전 붕괴되었으며 코이 인근에서만 10,000채 이상의 건물이 피해를 입었다. 하지만 가옥 붕괴 파편 등으로 인한 직접적인 사상자는 1명만 나왔다. 이 지진으로 이란 2개 주의 2개 도시 53개 마을이 피해를 입었다.

### 2023년 지진

#### 1월 18일
지진으로 발생한 공황으로 252명이 부상을 입었다. 건물 4,420채 이상이 피해를 입었으며 이 중 570채가 완전 붕괴되거나 거주 불가능할 정도로 무너졌고 3,850채는 약간의 피해를 입었다.

#### 1월 28일
이전 두 차례 지진보다 훨씬 큰 피해가 발생했으며 정전 피해도 보고되었다. 지진으로 3명이 사망했다. 또한 1,750명이 부상을 입었는데 이 중 살마스에서 7명이, 차이파레흐군에서 3명이 부상을 입었다. 진앙 인근 70개 마을에서는 주택의 20~50%가 붕괴되었으며 코이 마을에서만 2,120채의 가옥이 붕괴되었다. 그 외에 7,500채가 중간 정도의 피해를, 30,000채 이상이 경미한 피해를 입었다. 학교도 최소 88채 이상이 붕괴되었으며 873채 이상의 학교가 피해를 입었다.

#### 3월 16일
일부 주택이 지진으로 피해를 입었으며, 총 20명의 부상자가 발생했다.

#### 3월 24일
최소 165명이 부상을 입었으며 10개 마을에서 주택 2채가 붕괴되었고 78채가 피해를 입었다. 진앙 인근의 2개 마을에서 산사태로 인한 교통 단절과 정전 피해가 발생했다.

## 같이 보기
- 2022년 지진
- 2023년 지진
- 이란의 지진 목록
- 1930년 살마스 지진